# Metafilosofie
In de metafilosofie (van het Griekse meta μετά dat "na", "achter" en "zelf" betekent + philosophía φιλοσοφία of "liefde voor de wijsheid) bestuderen filosofen het onderwerp, de methodes en de doelen van filosofie. Een filosofie van de filosofie dus.
De belangrijkste vraag die metafilosofen zich stellen is: "Wat is filosofie?" Door deze zelfreflectie hopen ze waardevolle antwoorden te vinden om hun vakgebied beter te definiëren. Ook is het de taak van de metafilosofie om te pogen het geheel van bestaande filosofische richtingen en disciplines te overschouwen vanuit een objectief perspectief.
Vragen die typisch zijn voor metafilosofie zijn bijvoorbeeld:
- Zijn de waarheden die de filosofie vindt analytisch of eerder synthetisch?
- Gaat het om a priori of om a posteriori waarheden?
- Zijn de claims die de filosofie maakt noodzakelijk waar of eerder contingent zoals in de natuurwetenschappen?
- Is er vooruitgang mogelijk in de filosofie?